# Puistisrivier
De Puitisrivier (Zweeds: Puistisjoki) is een rivier binnen de Zweedse  provincie Norrbottens län. De rivier verzamelt haar water uit een moeras Puistisvuomo aan de voet van de berg Puitisvaara. De rivier stroomt zuidwaarts en stroom vlak voor het Ylinen Ylinenjärvi in de Keskinenrivier. De rivier is ongeveer 6 kilometer lang.